# Le Pacte du sang (roman)
Pour les articles homonymes, voir Le Pacte du sang.
Le Pacte du sang est un roman de Dominique Rocher paru en 1970.

## Résumé
Joaquim est un étudiant en médecine travaillant dans un service de médecine légale sous la houlette de George, son seul ami. Lorsqu'il voit débarquer un macchabée noir, mort d'une crise cardiaque et d'une balle dans la nuque, son tatouage de serpent sur le bras lui rappelle ses origines, et les pratiques mystiques de son île, puisqu'il vient de la Martinique. Progressivement, il se laisse envoûter, par le fantôme du mort, allant jusqu'à sceller avec lui le pacte du sang: celui-ci consiste à boire son propre sang dans le crâne du défunt. Il se défigure et se fait tatouer le même dessin sur le bras, afin de ressembler davantage au défunt. Afin de retrouver le magot, Bonifacio, le mort, le guide, ce qui lui permet de rencontrer Gwendoline, une serveuse qui connaît le gros Tave, membre de la bande de Bonifacio. Il retrouve le gros Tave, logeant dans un hôtel où Gwendoline travaille, et le tue. Il retrouve aussi Charlie, un autre membre de la bande, réfugié au Brésil et le tue également. De retour en France, il se met sur la trace de Joe, le « chef » de la bande, même si elle est supposée de pas en avoir. Et en fait Joe n'est autre que Georges, son collègue et ami. Celui-ci lui dévoile qu'il a drogué et manipulé Joaquim afin de lui faire buter les deux autres membres de la bande tout en se servant de Gwendoline. Son but était de retrouver le butin que l'un d'eux avait égaré ou caché. Joaquim et Gwendoline se débarrassent de George, mais ne remettent jamais la main sur le pognon qui a été bêtement perdu par la bande.